# Гарабурда, Василий Михайлович
Васи́лий Миха́йлович Гарабурда — виленский книгопечатник, «служебник» канцлера Великого княжества Литовского Евстафия Воловича. Происходил из шляхетского рода герба Габданк. Большинство исследователей полагают, что он был сыном государственного деятеля и дипломата Великого княжества Литовского Михаила Богдановича Гарабурды. В 1580-х годах входил в православный кружок Зарецких.
В 1570 году был помощником Ивана Фёдорова при издании в Заблудове «Псалтыря с Часословцем». Организовал свою типографию в Вильне, где около 1580 года издал «Евангелие учительное». В 1582 году напечатал «Октоих» и написал к нему предисловие.
«Октоих» по шрифту и заставкам напоминает издания Ивана Федоровича. Качество обоих изданий оставляет желать лучшего — набор неровный, плохо пригнаны черные и красные части. По всей видимости, Гарабурда был не слишком умелым печатником. Сохранилось 35 экземпляров книг из типографии Василия Гарабурды.